# Jean-Sébastien Aubin
Jean-Sébastien Aubin, född 19 juli 1977 i Montréal, Quebec, är en kanadensisk professionell ishockeymålvakt som spelar för DEG Metro Stars i DEL.
Aubin har tidigare spelat för NHL-lagen Pittsburgh Penguins, Toronto Maple Leafs och Los Angeles Kings samt för ett flertal AHL-lag.